# Машково (Кошалінський повіт)
Машково (пол. Maszkowo) — село в Польщі, у гміні Сянув Кошалінського повіту Західнопоморського воєводства.
Населення — 218 осіб (2011).

## Демографія
Демографічна структура станом на 31 березня 2011 року:
|          | Загалом | Допрацездатний вік | Працездатний вік | Постпрацездатний вік |
| -------- | ------- | ------------------ | ---------------- | -------------------- |
| Чоловіки | 118     | 27                 | 79               | 12                   |
| Жінки    | 100     | 21                 | 54               | 25                   |
| Разом    | 218     | 48                 | 133              | 37                   |